# Pterolophia tibialis
Pterolophia tibialis är en skalbaggsart som beskrevs av Stefan von Breuning 1938. Pterolophia tibialis ingår i släktet Pterolophia och familjen långhorningar.
Artens utbredningsområde är Nepal. Inga underarter finns listade i Catalogue of Life.